# Gare de Nevers
Gare de Nevers – stacja kolejowa w Nevers, w regionie Burgundia-Franche-Comté, we Francji. Znajdują się tu 3 perony.